# Colazione in giardino
Colazione in giardino è un pannello decorativo, dipinto a olio su tela (160x201 cm) realizzato nel 1873 circa dal pittore francese Claude Monet. È conservato nel Museo d'Orsay di Parigi.
Questa opera fu esposto alla seconda mostra degli impressionisti nel 1876.
'Colazione in giardino' è anche un celebre olio su tela del famoso pittore barlettano Giuseppe De Nittis.